# Dysauxes punctata
Dysauxes punctata là một loài bướm đêm thuộc phân họ Arctiinae, họ Erebidae.